# Léon Mugesera
Léon Mugesera (* 1952) ist ein ruandischer Politiker und Kriegsverbrecher.

## Leben
Mugesera war vor Beginn des Völkermords in Ruanda ein Anführer des Mouvement républicain national pour la démocratie et le développement (MRND). In einer Ansprache vor MRND-Mitgliedern am 22. November 1992 rief er als erster hoher Politiker öffentlich zur Ermordung der Tutsi und oppositioneller Hutu auf. Daraufhin wurde er wegen Volksverhetzung angeklagt. 1993, ein Jahr vor dem Völkermord, flüchtete Mugesera nach Kanada.
Die kanadischen Behörden forderten ihn 1996 zur Ausreise auf. Mugesera kam dem nicht nach und verwies dabei auf Foltergefahren und unfaire Gerichtsverfahren in Ruanda. 2005 wurde die Entscheidung vom Obersten Gericht Kanadas bestätigt. Anträge der Verteidigung verzögerten den Auslieferungstermin immer wieder, bis Mugesera schließlich am 23. Januar 2012 abgeschoben wurde.
Im Jahr 2016 wurde Mugesera von einem Gericht in Ruanda für seine Beteiligung am Völkermord zu lebenslanger Haft verurteilt. Er sitzt im Mpanga-Gefängnis in seiner Heimat ein.